# DR 763 bis 765
Die Baureihe DR 763–765 sind Verbrennungstriebwagen, die von 1928 bis 1929 bei der Dessauer Waggonfabrik gefertigt wurden und als Fahrzeuge der sogenannten schweren Bauart mit einem Ottomotor ausgerüstet waren. Sie wurden ursprünglich als Dieseltriebwagen konzipiert, für sie waren die Nummern 862–864 vorgesehen. Der Umbau als Triebwagen mit Ottomotor zog sich bis 1932 hin. Die Fahrzeuge waren von der Klassifikation her ähnlich den 757 bis 762, wiesen jedoch im Aussehen bedeutende Unterschiede auf.
Ein Fahrzeug wird als „1982 noch in Betrieb“ bei der Württembergischen Eisenbahn-Gesellschaft (WEG) aufgeführt. Der Wagen wurde bei der WEG mit Einzelachsantrieb und hydromechanischer Kraftübertragung aller vier Achsen ausgerüstet. Als Schlepptriebwagen T 11 wurde er vor Schotterzügen auf der Bahnstrecke Nürtingen–Neuffen eingesetzt.

## Geschichte

### Reichsbahnzeit
Die Fahrzeuge wurden 1925 bei der Dessauer Waggonfabrik bestellt. Als Antriebsmotoren sollten sie zwei Sechszylinder-Dieselmotoren von Körting zu je 66 kW erhalten, die mit Hochdruck-Einblasung und Zerstäubung des Kraftstoffes arbeiteten. Im Unterschied zu den Wismar-VT sollten sie eine elektropneumatisch gesteuerte mechanische Kraftübertragung wie die WUMAG-Triebwagen erhalten. In dieser Form sind sie 1927 als 862–864 in Dienst gestellt worden.
Über die Gründe des Nichtausführens dieses Projektes gibt es keine gesicherten Auskünfte. Sie wurden 1931/32 durch Umbau technisch den Triebwagen 757 bis 762 angeglichen. Die angeführten technischen Daten entsprechen der Ausführung als Reichsbahn-Triebwagen mit Benzinmotor. Im Gegensatz zu den WUMAG-Triebwagen erhielten die Fahrzeuge topfförmig ausgebildete Kühler in der Fahrzeugmitte in Oberlichtausführung. Im Nachhinein erwies sich die Kühlanlage als unzureichend, so dass später noch zwei Kühler an den Stirnseiten des Triebwagens nachgerüstet werden mussten. Als Gründe werden die höhere Leistung der Ottomotoren und deren schlechterer Wirkungsgrad gegenüber den Dieselmotoren angegeben.
Eingesetzt waren die Triebwagen nach 1932 in Oldenburg und Stettin. Später wechselten die Einsatzorte der Triebwagen mehrmals. So werden Angermünde, Templin und Nürnberg angegeben. Die Fahrzeuge konnten durch die hohe Antriebsleistung mit der Doppelmaschinenanlage als Schlepptriebwagen verwendet werden. Die Fahrgastkapazität entsprach den WUMAG-Triebwagen. Alle drei Triebwagen waren während des Zweiten Weltkrieges im zivilen Dienst bei der Rbd Münster im Einsatz. Dabei wurden sie auf wahlweisen Gasbetrieb umgebaut. Zuerst wurde ein Fahrzeug auf Betrieb mit Treibgas umgestellt, später erfolgte die Umstellung auf Flüssiggas.
Alle Fahrzeuge überstanden den Krieg. Danach wurde der 763 als erstes Fahrzeug 1946 in Bielefeld ausgemustert. 1947 erhielten die beiden anderen die Bezeichnung VT 66 906 und VT 66 907. 1950 wurde der VT 66 907 abgestellt. Der VT 66 906 war noch bis 1952 in Betrieb und wurde 1954 an die WEG verkauft.

### Privatbahnen
Bei der WEG erhielt der neu als T 11 bezeichnete VT 66 906 die eingangs erwähnte Umgestaltung mit Einzelachsantrieb. Der Wagen erhielt zuerst eine Maschinenanlage mit vier Dieselmotoren von Büssing zu je 110 kW. Als Leistungsübertragung wurden Differentialwandlergetriebe verwendet. Später wurde die Antriebsleistung auf 4 × 155 kW erhöht und die äußere Einrichtung geändert, unter anderem wurden die Frontscheiben vergrößert. Die Differentialwandlergetriebe besaßen noch ein nachgeschaltetes Stufengetriebe für Normalfahrt und Bergfahrt. Das Leistungs- und Schleppvermögen des Triebwagens entsprach so dem einer mittelschweren Diesellok.
Eingesetzt wurde der Triebwagen 1958 bis 2000 auf der Bahnstrecke Nürtingen–Neuffen, ab 1984 unter der Nummer VT 401. Zunächst bespannte er auf der als Tälesbahn bezeichneten Strecke vorwiegend schwere Kalksteinzüge von Neuffen nach Nürtingen, bis diese Verkehre mit Schließung des Zementwerks in Nürtingen 1972 endeten. In den Folgejahren diente der Triebwagen vorwiegend als Reserve im Personenverkehr und wurde ab 1990 wieder planmäßig genutzt, da das Güterverkehrsaufkommen wieder angestiegen war. Mit der Modernisierung des Personenverkehrs kam im Jahr 2000 eine Diesellokomotive auf die Strecke, die den Güterverkehr übernahm. Der VT 401 sollte noch als Reservefahrzeug dienen, wurde jedoch nach einem Unfall im gleichen Jahr abgestellt. 2002 erwarben ihn die Ulmer Eisenbahnfreunde. Diese planten, ihn nach Aufarbeitung auf der Bahnstrecke Amstetten–Gerstetten im Museumsbetrieb einzusetzen. 2009 wurde das Fahrzeug an den Verein „Freunde der Halle-Hettstedter-Eisenbahn e. V.“ verkauft und wird von diesem wieder aufgearbeitet.

## Technische Beschreibung
Die folgende technische Beschreibung der Fahrzeuge entspricht ebenfalls der Reichsbahn-Zeit seit 1932. Der Wagenkasten ist in den Abmaßen und der Gestaltung den WUMAG-Triebwagen ähnlich. Hauptsächliche Unterschiede sind die beim Dessauer Wagen fehlende Dachschräge im Stirnbereich, die kürzeren Drehgestelle und eine andere Form der Kühler. Die Fahrzeuge waren als solche der 2. und 3. Wagenklasse ausgeführt, wobei zehn Sitzplätze in der 2. und 62 Sitzplätze in der 3. Wagenklasse vorhanden waren. In der 2. Wagenklasse waren die Sitze in der Anordnung 2 + 2 oder 1 + 1, in der 3. Wagenklasse 3 + 2 angeordnet. Die Außentüren zu den Einstiegsräumen waren als Drehtüren ausgeführt. Die Fahrzeuge hatten zusätzlich seitliche Drehtüren zu den Lokführerständen.
In der technischen Ausstattung entspricht die Maschinenanlage im Wesentlichen den WUMAG-Triebwagen. Die Unterschiede zu diesen Triebwagen sind in der Aufhängung der Maschinenanlage zu sehen. Bei den Dessauer Wagen waren die Motoren und die ebenfalls verwendeten Soden-Getriebe von Anfang an auf einem Maschinentragrahmen unter dem Hauptrahmen befestigt. Um 1941 wurden bei diesen Fahrzeugen die Soden-Getriebe gegen die der Bauart Mylius getauscht. Dadurch konnte die Geschwindigkeit der Fahrzeuge auf 80 km/h gesteigert werden. Die Kühlanlage bestand aus zwanzig Wabenkühlern, die in zwei Reihen auf dem Dach aufgestellt waren. Die erwärmte Luft zwischen den beiden Kühlerreihen konnte nach oben über besondere Entlüftungsstutzen entweichen. Diese Entlüftungsstutzen waren nach dem Umbau 1931/32 topfförmig ausgeführt. In der Mitte des Kühleraufbaues befand sich ein Kühlwasserausgleichsbehälter, dessen Füllstand von außen erkennbar war. Beiderseits der Kühlanlage waren Laufbretter auf dem Dach angebracht, um diese während des Betriebes kontrollieren zu können. Die Beheizung des Innenraumes der Triebwagen erfolgte durch eine Warmwasserheizung.